# Den graa Dame
Den graa Dame er en dansk stumfilm fra 1909 produceret at Nordisk Films Kompagni og instrueret af Viggo Larsen. 
Filmen var af af flere film om Sherlock Holmes, der blev produceret af Nordisk Film i disse år. Filmenes handling var dog ikke baseret på den skotske forfatter Sir Arthur Conan Doyles bøger om Sherlock Holmes, men benyttede en detektivfigur, der blev givet navnet Sherlock Holmes. I denne film optræder også Doyles bifigur Dr. Watson.

## Handling
I et palæ fyldt med hemmelige rum og gange, dør mennesker kort tid efter at have set spøgelset af en kvinde i grå, som en gammel legende fortæller. Sherlock Holmes bliver tilkaldt for at løse mysteriet, men Sherlock Holmes tvivler på det overnaturlige aspekt af de forbrydelser som er begået, og fokuserer på nogle mere jordiske synder.

## Medvirkende
- Viggo Larsen som Sherlock Holmes
- Holger-Madsen som Dr. Watson
- Gustave Lund som Lord Beresford
- Elith Pio som Willy
- Poul Welander som John